# Жебуньов Леонід Миколайович
Леоні́д Микола́йович Жебуньо́в (псевд. і крипт.: Л. Ж., Левко, Український демократ, Л. Ж., Хуторянин; 1851, Олександрівський повіт Катеринославської губернії — †1919) — український громадський діяч, учасник українського національного руху, почесний член Мануйлівської «Просвіти», публіцист, меценат.

## Життєпис
Народився у дворянській родині.
Спочатку разом з братами Сергієм і Миколою брав участь у російському русі революціонерів-народників. За «ходіння в народ» його і братів заарештовано і заслано до Сибіру.
У 1883 провернувся із заслання, оселившись у Харкові. Працював у міському Комітеті грамотності. Співробітник газет «Рада», «Рідний край», «Украинская жизнь», щомісячного журналу «Літературно-науковий вісник».
З 1900-х Жебуньов цілковито перейшов до українського національного руху, активно працював в українських громадах Харкова, Києва, Полтави, стає членом ради Загальної української безпартійної організації. Засновник ряду українських гімназіальних й університетських гуртків Києва. Член Всеукраїнського товариства «Просвіта». Йому належить ідея низки культурних організацій і видавничих ініціатив.
Жебуньов умістив спогади в «Літературно-науковому віснику» (1904. — Т. 44) та співробітничав з «Рідним краєм», «Украинской жизнью», «Радою».
На початку 1915 начальник жандармського управління окупованої росіянами Галичини, доповідаючи по начальству про діяльність мазепинців у Російській імперії, писав між іншим:

«В движении галицких мазепинцев приняли живейшее участие и российские мазепинцы, а именно: М. С. Грушевский, проживающий во Львове, Е. X. Чикаленко, Л. Жебунев, Н. В. Лысенко — в Киеве, Н. Михновский — в Полтаве, доктор Луценко — в Одессе, А. Крымский — в Москве, Ал. Потоцкий — в Петрограде».

Таким чином, царський режим відносив Жебуньова до провідних «мазепинців».
У спогадах Дмитра Дорошенка є епізод про те, як частенько до нього у Катеринослав приїздили на пораду селяни, аби дізнатися, як скласти на селі філію «Просвіти».

«Коли одного разу на таку сцену потрапив приїжджий з Києва покійний Л. Жебуньов, — згадував Дмитро Дорошенко, — то страшенно втішився і казав потім мені, що український рух пустив коріння на селі, коли в українській справі приїздять до міста не лише молоді господарі, але й такі люди, які мають дорослих внуків».

Жебуньов листувався з катеринославським просвітянином і письменником А. Кащенком.
Цікавими спогадами про Жебуньова поділився відомий український громадський діяч Євген Чикаленко:

«З українських діячів, що стали свідомими українцями тільки після ювілею Котляревського, на перше місце по активності треба поставити незабутнього Леоніда Миколаєвича Жебуньова, який став, можна сказати, найдіяльнішим та найенерґійнішим українським діячем взагалі з-поміж українців в період від 1904 року до революції 1917 року, коли він, хворий, виїхав з Києва до Полтави і помер 1919 року десь, кажуть, в дорозі до Криму.
Л. Жебуньов, син заможного дідича, родився на Катеринославщині, мабуть, в кінці 50-их років, бо в 1903 році, під час ювілею Котляревського, йому було коло 50 років, але він виглядав молодшим за свої роки і взагалі дуже не хотів піддаватися старості.
Незважаючи на великопанське виховання, він в 80-х роках захопився, за прикладом своїх кузенів братів Жебуньових, російським революційним рухом, „ходив в народ“, як простий робітник, але, як сміючись оповідали його товариші, не міг там відвикнути від зубної щіточки і, заховавшись десь, ранками чистив зуби.
Не змігши звикнутись серед селянських та робітничих обставин життя, він оселився в Києві і зайнявся революційною пропагандою серед студентської молоді, а 1878 року його арештовано і по видержанню кілька місяців у тюрмі, заслано в Сибір на поселення. Пробувши там п'ять років, він вернувся додому на Україну і оселився в Харкові.
Повернувшись з Сибіру, він не застав уже старих рідних йому форм революційної акції; тоді вже серед молоді починав брати гору марксизм, який не припадав йому до серця і до його народницьких переконань, і він узявся за культурно-просвітню працю для народу в харківськім російськім Комітеті грамотности, але скоро завважив, що майже всі видання того комітету йдуть на Московщину, а тут, на Україні, на місці діяльності комітету, майже зовсім не розходяться. Це знеохотило Жебуньова до праці і, не вдумавшись в причини такого з'явища, він покинув комітет і, продавши свій маєток в Катеринославщині, виїхав до Криму, а потім на Кавказ, де купив собі в Сочі віллу.
Але, не маючи родини і не находячи собі там зайняття, занудився і через рік знов вернувся до Харкова. Тут, під впливом родини Сфименків, звернув увагу, вже на старості літ, на український рух, а коли побував на ювілейнім святі Котляревського, то відтіля вернувся гарячим свідомим українцем, всеціло відданим відродженню української нації. Не маючи, як сказано, родини, не зайнятий службою, бувши забезпечений матеріяльними засобами до життя, а разом з тим маючи ненаситну жадобу працювати на користь „меншого брата“, він захопився українським рухом всією душею, всіма думками своїми. Щоб вивчитися української мови, він оселився в Полтаві, де незабаром був прийнятий в тамошню українську громаду, а років через два переїхав до Києва, був вибраний в члени ради Організації, яким беззмінно був, можна сказати, до самої смерти своєї.
В раді він узяв на себе функцію вишукування посад для свідомих українців та розповсюдження книжок серед народу і ввійшов у цю справу ввесь, та й не тільки в цю!
Він заснував нову громаду, яка так і звалася — „жебуньовською“, від якої і був делегатом в раді; позасновував цілий ряд гуртків з гімназистів, навіть з педенів гімназіальних та університетських; перейняв від Степаненка гуртки військових писарів та фершалів, через які ширив українську літературу, але вимагав, щоб йому давали писані рецензії на прочитані книжки, по яким складав оцінку книжки і ділився своїми спостереженнями у газеті. З ранку до вечора він бігав в українських справах по Києві, ввечорі вдома допізна писав листи в справі посад для українців, ширення книжок, асигнованих йому радою Організації з своєї книгарні і придбаних ним самим за зібрані гроші. Він брав участь в ріжних московських просвітніх інституціях, де впливав на видання і поширення ними українських книжок, а голи заснувалася в Києві „Просвіта“, то гаряче віддався праці там, але згодом, не помирившись з автократизмом голови її Грінченка, вийшов з ради „Просвіти“ і працював сам.
В раді Організації він був найакуратнішим членом її і раз-у-раз дорікав і картав тих членів, що отягалися, не маючи багато часу на громадську працю. Він не хотів брати на увагу того, що в кожного з нас була родина, служба, що відбирала частину часу у кожного, і вимагав від кожного повної відданості, яку мав сам. Часом це доводило до абсурдів, а тому й до непорозумінь та суперечок з людьми, що доходили часом до курйозів. Наприклад. доручив він Софії Федоровні Русовій, своїй давній, ще до заслання в Сибір, приятельці, яка тоді, як і він, була тільки російською революціонеркою, поклопотатися за когось про посаду, але у Русової заслаб її єдиний син, і вона не могла покинути хворого, щоб виконати доручення Жебуньова. Коли довідався про це Жебуньов, то роздратовано картав її, кажучи:
— Хто знає, чи вийде з того Юрка свідомий українець, чи ні, а тут мусить гинути без заробітку вже готовий свідомий українець!
Треба зауважити, що п. С. Русова, шведського походження з роду Ліндфорсів, жінка відомого українського діяча О. Русова, замолоду була російською революціонеркою і тільки з другої половини свого життя направила свою надзвичайну енергію на українську справу, в якій зробила дуже багато, і сина свого, родженого в тюрмі, виховала в тому напрямкові.
Коли Жебуньов довідувався, що в кого-небудь в родині говорять московською мовою, то обурювався до краю і гостро того лаяв, хоч сам говорив поганенькою мовою, вживаючи таких виразів, як: „щире сірце“, „особистий“ замість „особливий“, „поспіх“ замість „успіх“, помилки, що часто роблять „мартовські“ українці ще й тепер. Хоч тоді, на мою думку, не можна було ставитися так гостро до того, що в українських родинах уживалася російська мова, бо тоді ж за українську мову позбавляли людей посад не тільки державних та земських, а й, часом, приватних, коли принципал був інтенсивним „чорносотенцем“.
Хворий на нерви, спеціально на ішіас, літом, коли в Києві наставав мертвий сезон, Жебуньов виїздив до Євпаторії або на Кавказ, чи до санаторії Лямана, коло Дрездену, але ніде він не забував за українську справу, скрізь находив українців, ширив між ними свідомість національну, розповсюджував українські книжки, а у Лямана, де бувало мало українців, пропаґував „українофільство“ і серед москалів, особливо впливових в російському державному житті.
Одного літа він познайомився там з дуже впливовим „сановником“, сенатором Брянчаниновим, якого заінтересував українським питанням і зробив з нього прихильника українського руху, а передовсім свого особистого приятеля. Коли міністер внутрішніх справ передав сенатові справу з пам'ятником Шевченкові, яку підняла київська адміністрація, висловлюючись проти постановки пам'ятника, то Брянчанинов повідомив з Петербургу про це Жебуньова і прохав у нього матеріалу і доводів для того, щоб сенат міг розрішити цю справу позитивно. Пізніше, коли знов міністр внутрішніх справ подав на таємний розгляд сенату записку начальника київської охрани Кулябка про небезпеку українського національного руху, страшнішого для Росії за всякі соціялістичні рухи, бо загрожує самій цілості російської держави, то Брянчанинов викликав до Петербургу Жебуньова і домагався, щоб той склав „контрзаписку“ в оборону українського руху для роздачі сенаторам, що рішатимуть це питання.
Жебуньов напосівся на Стебницького, який вкупі з О. Лотоцьким (Білоусенком) склав відповідну записку, що потім була надрукована під заголовком „Украинский Вопрос“, і розійшлася в двох чи трьох виданнях. Ця в високій мірі цінна книжка стала, можна сказати, найкращим підручником для ознайомлення з українським рухом і для пропаганди його серед несвідомих українців.
Але коли Брянчанинов перечитав її, то сказав Жебуньову, що з його слів він собі зовсім не так уявляв українське питання; він думав, що це так собі культурно-літературний рух, як провансальський у французів, а прочитавши „Украинский вопрос“, переконався, що це справді найстрашніший рух в Росії, як справедливо каже записка київського охранника Кулябка, бо коли йому дати розширитися, то цей рух неминуче приведе до розпаду російської держави.
— І я, — каже Брянчанинов, — як „русский человек“ і як сенатор, по обов'язку сумління свого, повинен не спочувати цьому рухові, а всячески гальмувати його.
Так скінчилася доброзичливість російського високого достойника до українського руху і особиста приязнь до Жебуньова.
Але Жебуньов не падав духом і скрізь вишукував приятелів українського руху, а найбільше дбав про освідомлення українців. Коли він часом літом проживав коло Гадяча, то завів там широкі зв'язки з околичними селянами і раз-у-раз казав, що в селянах він бачить міцніший і більше вдячний ґрунт для справи відродження нашої нації, ніж серед студентства, з яким не любив мати діла, бо багато з них бачили в ньому тільки „вузького націоналіста“, якому нема діла до соціяльно-економічного стану українського народу.
Я умисне довше спинився на цій яскравій особі українського пропагатора, бо він відомий був тільки серед кола своїх особистих знайомих; майже ніколи не виступав він в літературі, пресі, а тому й ім'я його мало відоме поза Києвом, де його знали всі українці і не українці, головне як фундатора і організатора українського клюбу.
Нехай земля буде пером над цим безкорисним працівником, бо у нього й тіні не було амбітности, славолюбія, а віддав він останніх 15 років свого життя безкорисно справі нашого відродження».

## Вшанування пам'яті
В Дніпрі існує вулиця Леоніда Жебуньова.

## Книга «Українське питання»
У 1914 році, завдяки зусиллями співробітників московського журналу «Украинская Жизнь» (укр. Українське життя) було видано книгу-збірку Українське питання. Статті у збірнику були анонімними й позначені просто як "укладені працівниками журналу "Українське Життя", однак справжніми авторами були Леонід Жебуньов, Петро Стебницький та Олександр Лотоцький.